# ゲティ研究所

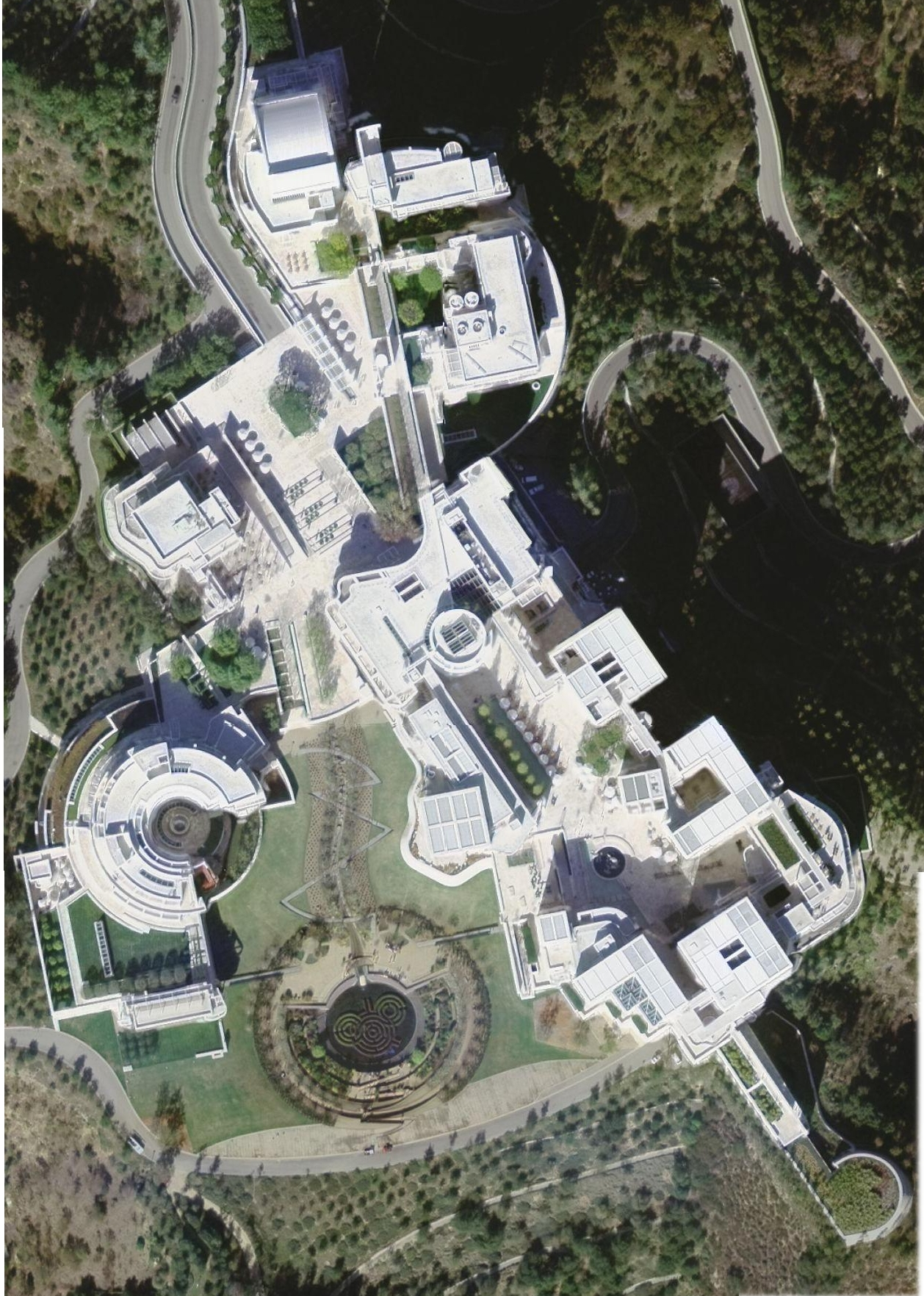
ゲティ・センターのUSGS衛星画像。左側の円形の建物はゲティ学術研究所。一番上の建物2棟はゲティ財団事務局、残りは博物館。

ゲティ学術研究所 (ゲティがくじゅつけんきゅうじょ、英語: Getty Research Institute、GRI) はアメリカ合衆国カルフォルニア州ロサンゼルスのゲティ・センターに設置された「視覚美術の理解を深めるため知識向上に専念すること」を目的とした私設の研究所である。
ゲティ財団の資金供与により研究図書館の維持、展示会などのイベント開催、研究者招聘制度と助成金制度、本の出版および電子データベース構築 (Getty Publications)を手がける。

## 沿革
ゲティ学術研究所は通称をGRIといい、1983年に構想されカリフォルニア州サンタモニカに創設した時の名称はゲティ・センター「人文科学・美術史部門」である。初代所長はカート・W・フォルスター (1985年 - 1992年)、蔵書数は1983年設立時の3万冊から1986年には45万冊に拡張した。
フォルスター所長は1992年の退任の挨拶で在籍中に「GRIは小さな博物館図書館という基礎から美術と文化の卓越した国内有数の研究拠点の一つになった」と述べている。1994年に就任したサルバトーレ・セッティス所長はイタリアの古典的美術と考古学の教授である。1996年に施設名は「ゲティ人文科学美術史研究所」に改称、1999年以降は通称「ゲティ研究所」で通っている。

### ロサンゼルス・プロジェクト
1995年から1999年にわたって開催された特別展「題材としてのロサンゼルス—ロサンゼルス・コミュニティーの変革文化」の趣旨として、新設するロサンゼルス研究助成金の新しい支援リソースの開発ならびに地元の物質文化の保存と展示の促進をあげた。
地元団体と共同で1999年に『文化遺産・ロサンゼルスーロサンゼルスにおける地名度の低いアーカイブとコレクションの情報源目録』を公開した。2000年にロサンゼルス・プロジェクトは南カリフォルニア大学に移管され、オンライン版の情報源目録 (リソースディレクトリ) の更新と展開が引き継がれている。
1999年、ゲティ情報研究所 (1983年設立・旧称「美術史情報プログラム」) が「ゲティ信託との主導権変更の結果」を理由に解散すると、GRIは「その機能の多く」を吸収合併した。
1999年に辞任したセッティス前所長の推薦を受け、2000年、トーマス・E・クロウはGRI所長職を受け継ぐが2006年10月にニューヨーク大学に留学すると発表、2007年11月以降、GRI所長を務めるトーマス・E・ガイゲンズはドイツ出身の美術史家で、「ゲティ・センター人文科学・美術史部門」時代 (1985 - 1988年）の客員研究者という経歴の持ち主でもある。

## 事業

### 図書館
収蔵品として、ゲティ総合研究所図書館の蔵書は100万冊を超える書籍、定期刊行物、オークション図録に加え、特別収蔵品として美術および建築関連の写真200万点をも所蔵する。
早くも1985年にはアメリカの彫刻家マルヴィーナ・ホフマン (1885年6月15日 – 1966年7月10日) の全作品アーカイブを取得し、2011年には美術史家でキュレーターだった故ハラルド・シーズマン（1933年6月11日 – 2005年2月18日）の潤沢なアーカイブとして1,000箱を超える書簡類や研究ファイル、図面やメモ、書籍2.8万冊と写真3.6万点超を受け入れており、またグーピル商会とブソー・ヴァラドン画廊 (Boussod Valadon Galleries)、クネーデル画廊、デューフェン兄弟 (en) の記録を含む美術商のアーカイブも所有。
ゲティ研究所内の図書館の蔵書は門外不出だが、入館資格に制限はない。

### 展示会およびその他のイベント
GRIには展示施設が2箇所あり、年2回、主に「研究図書館の特別収蔵品もしくは招聘美術家の制作した作品」に焦点を合わせた展覧会を開催し、例えば「ジュリアス・シュルマン、近代化と都市」展と題する開催 (2005 - 2006年)は、アメリカ国立建築博物館、シカゴ美術館を巡回した。また展覧会に加えて、講演会 (一般公開)、談話 (ほとんど一般公開)、学会や
ワーク・ショップ (招待者のみ)、映画・ビデオ上映会 (一般公開) を開催する。

### 研究助成制度
研究者を招聘する助成制度は「孤立しがちな美術史の領域を人文科学の広い分野に統合すること」を目指している。第1代目は1985 - 1986年に実施、対象者に賃金と住宅が用意され、制作の義務はなかった。顕著な例ではGRI滞在の1993 - 1994年に、ドイツの作家クリスタ・ヴォルフがMedea : Stimmenを著した。
毎年、年次テーマに基づいて研究者を招聘しており、2008 - 2009年度のテーマ「ネットワークの境界」とゲティ・ヴィラに関する「古代イメージのもつパワーと機能」が採用され、2011 - 2012年は「美術的実践」であった。滞在期間は一律ではなく、ゲティ奨学生は3、6または9ヵ月間、短期奨学生は1 - 3ヵ月間、博士課程研究員は1学年度に9ヵ月を過ごす。

### 出版活動
GRIは「論点と討論」、「文献とドキュメント」、「入門」 (「電子形式の文化遺産情報」）、「リソース」 (図書館の特別コレクション）の分野で出版物をシリーズ化、さらに展示図録その他の資料をハードコピー形式で出している。
以下にGRI、ゲティ美術史研究所、ゲティ情報研究所、ゲティ美術史情報プログラムによって出版された主な選書を紹介する。
- Bakewell, Elizabeth, et al. Object, image, inquiry: the art historian at work: report on a collaborative study by the Getty Art History Information Program (AHIP) and the Institute for Research in Information and Scholarship (IRIS), Brown University. Santa Monica, CA: AHIP, 1988. ISBN 0-89236-135-2
- Gaehtgens, Thomas W., and Heinz Ickstadt. American icons: transatlantic perspectives on eighteenth- and nineteenth-century American art. Santa Monica, CA: Getty Center for the History of Art and Humanities, 1992. ISBN 0-89236-246-4
- Necipoglu, Gülru, and Mohammad Al-Asad. The Topkapi scroll: geometry and ornament in Islamic architecture: Topkapi Palace Museum Library MS H. 1956. Santa Monica, CA: Getty Center for the History of Art and the Humanities, 1995. ISBN 0-89236-335-5
- Roth, Michael S., Claire L. Lyons, and Charles Merewether. Irresistible decay: ruins reclaimed. Los Angeles, CA: Getty Research Institute for the History of Art and the Humanities, 1997. ISBN 0-89236-468-8
- Baca, Murtha. Introduction to metadata: pathways to digital information. Los Angeles, CA: Getty Information Institute, 1998. ISBN 0-89236-533-1
- Warburg, Aby. The renewal of pagan antiquity: contributions to the cultural history of the European Renaissance. Los Angeles, CA: Getty Research Institute for the History of Art and the Humanities, 1999. ISBN 0-89236-537-4
- Paul, Carole, and Alberta Campitelli. Making a prince's museum: drawings for the late-eighteenth-century redecoration of the Villa Borghese. Los Angeles, CA: Getty Research Institute, 2000. ISBN 0-89236-539-0
- Phillips, Glenn, and Thomas E. Crow. Seeing Rothko. Los Angeles: Getty Research Institute, 2005. ISBN 0-89236-734-2
- Reed, Marcia, and Paola Demattè. China on paper: European and Chinese works from the late sixteenth to the early nineteenth century. Los Angeles: Getty Research Institute, 2007. ISBN 978-0-89236-869-3

### データベース
ゲティ情報研究所から運用を引き継いだ電子版データベースは以下の通りである。
- ゲティ語彙プログラム（英語版）
  - 美術建築事典（英語版）(AAT)
  - ゲティ地名事典（英語版）(TGN)
  - 美術家総覧[34]
- 美術史文献 (Bibliography of the History of Art=BHA)[35]
- ゲティ来歴目録はコレクションの来歴、オークションの売買動向その他の記録を保持し、美術市場と作品の出所の調査に供する[36]。
- ゲティ調査ポータルは、パブリックドメインでデジタル化された美術史文献への無料アクセスを提供。データベースは2012年創設、美術史書をデジタル化する図書館との協働で成立に至り、最初期のデータベース貢献者はエイブリー建築美術図書館（英語版）(コロンビア大学)、マラガ大学図書館、フリックアート参考図書館、ゲティ研究所、ハイデルベルク大学図書館、フランス国立美術史学院 (フランス語版)、ニューヨーク美術関係者協同組合ならびにトーマス・J・ワトソン図書館 (メトロポリタン美術館) が挙げられる[37]。

2006年、GRIとOCLCは、ゲティ事典事業 (美術建築事典ゲティ地名シソーラスと美術家総覧）をWeb上で提供すると発表した。
2009年7月1日に定期刊行物「エイブリー建築インデックス」をエイブリー建築美術図書館 (en) と共同制作、同時にデータベース移管を受けたコロンビア大学は、現在も維持している。
またドイツとアメリカの来歴研究交換プログラム (PREP）に参加、ホロコースト時代の来歴プロジェクトを専門とする研究者養成に寄与する。

## 上級職員
GRIの上級職員は以下を含む。
| - トーマス・W・ガイゲンズ、所長 - アンドリュー・ゲニー、副所長 - ゲイル・ファイゲンバウム、上席部長 | - デビッド・ファーネス、副部長 - キャスリーン・サロモン、副部長 - マルシア・リード、主任学芸員 |

## 従業員および予算規模
2006年度 (2006年7月 - 2007年6月) は常勤と非常勤職員の合計200名前後、予算規模は6370万アメリカドルである。